# Volcán Tajumulco
Volcán Tajumulco är en vulkan i Guatemala.   Den ligger i departementet Departamento de San Marcos, i den västra delen av landet, 150 km väster om huvudstaden Guatemala City. Toppen på Volcán Tajumulco är 4 220 meter över havet.
Terrängen runt Volcán Tajumulco är huvudsakligen bergig, men åt nordost är den kuperad. Volcán Tajumulco är den högsta punkten i trakten. Runt Volcán Tajumulco är det ganska tätbefolkat, med 166 invånare per kvadratkilometer. Närmaste större samhälle är San Pedro Sacatepéquez, 16,1 km sydost om Volcán Tajumulco. I omgivningarna runt Volcán Tajumulco växer i huvudsak städsegrön lövskog.